# Bildnis Alexej Jawlensky
Bildnis Alexej Jawlensky ist der Titel eines Gemäldes, das die russische Künstlerin Marianne von Werefkin 1896 in Sankt Petersburg oder in München malte. Das Werk gehört zum Bestand der Städtischen Galerie im Lenbachhaus in München und hat die Inventarnummer G 13582.

## Technik, Maße, Datierung und Erwerb
Es handelt sich um eine Ölmalerei auf Leinwand, 42 × 24,5 cm. Das Gemälde ist auf der Rückseite datiert: „1896“. Erworben wurde es 1966 von der Galerie Gurlitt in München.

## Erste Ausstellung in München
Im Januar 1966 – ein Jahr nach dem Tod von Wolfgang Gurlitt – wurde das Gemälde zum ersten Mal ohne Katalog ausgestellt. Das Handelsblatt vermeldete hierzu: „Die Galerie Gurlitt Unter den Hofgarten-Arkaden zeigt Bilder und Bleistiftzeichnungen von Marianne von Werefkin. Ein noch im akademischen Stil Ilja Repins gemaltes Porträt von Jawlensky (blonder Spitzbart, schwarzer Frack und weiße Hemdbrust befindet sich darunter), gemalt 1896, kurz vor oder nach der Übersiedelung beider aus Petersburg nach München. Die meisten der Werke sind verkäuflich (6 800 bis 18 800 DM).“

## Ikonografie
Im Halbprofil mit Glatze und beleibt, steht Jawlensky als Kniestück vor einem dunklen, fast schwarzen, undifferenzierten Hintergrund, von dem das Schwarz seines Fracks kaum abweicht. Als Kontrast hebt sich reliefartig das grelle Weiß seines Vorhemdes ab, ebenso das der angedeuteten Manschette am rechten Arm. Abgesehen davon, dass der Hintergrund nicht die gesamte Bildfläche bedeckt, erkennt man die Struktur der Leinwand durch die Farbschicht. Noch sind Kopf und Hände nicht zu Ende gemalt. Skizzenhaften Charakter haben die Augen, Nase, Mund und Ohren.

## Stil

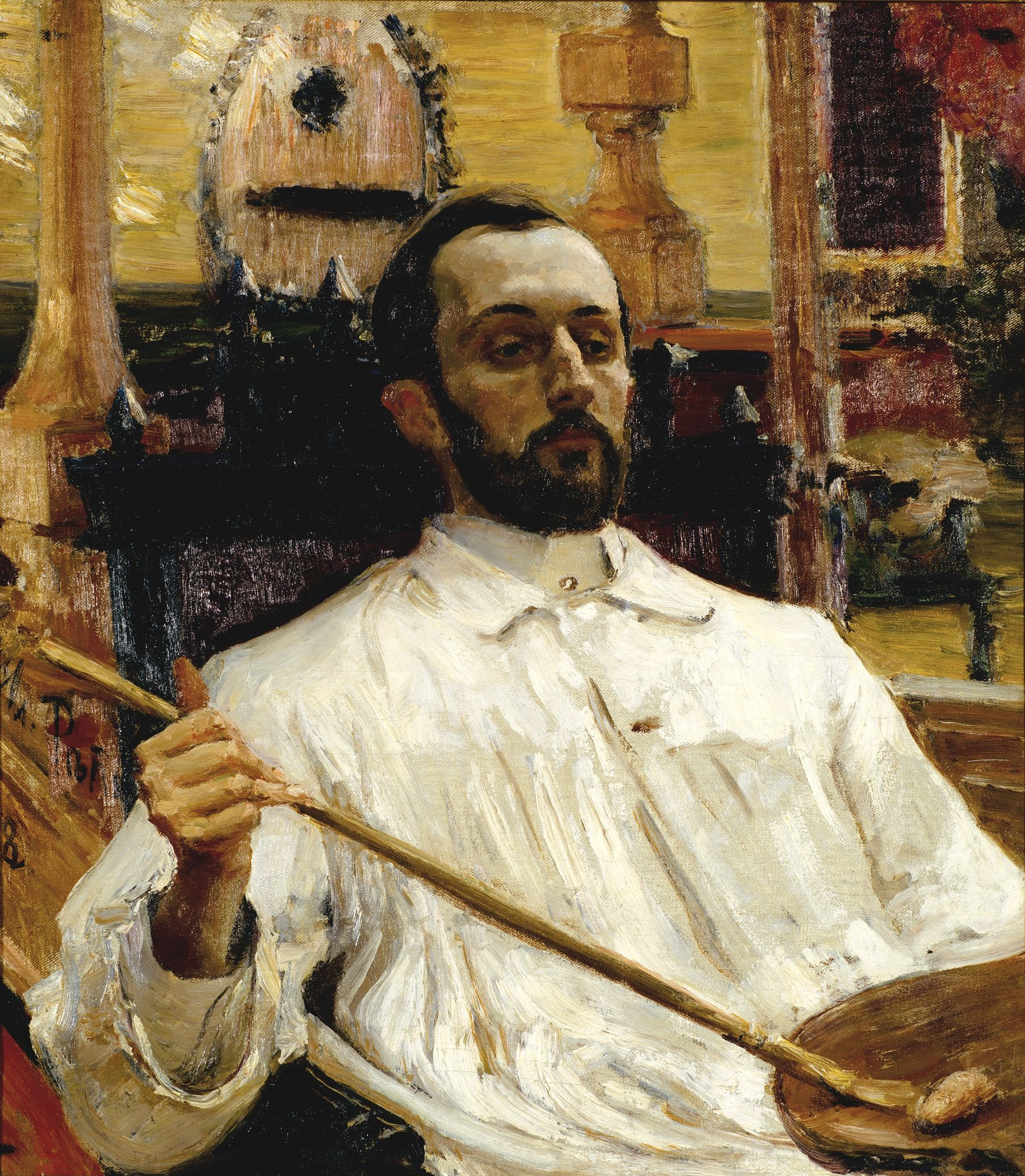
Porträt des Dmitri Kardowski, 1896/97 gemalt von Ilja Jefimowitsch Repin (1844–1930), Öl auf Leinwand

Die Figur Jawlenskys ist mit summarischen Pinselstrichen nur angelegt. Stilistisch lässt sich das Gemälde an Werefkins Selbstbildnis in Matrosenbluse von 1893 anschließen, als man sie „den russischen Rembrandt nannte.“ Gerne pflegte sie damals die Farbe pastos auf die Leinwand aufzutragen, deshalb bedachte sie Repin u. a. mit dem Beinamen „Velasquez“, der ein Vorbild für seine und auch ihre Malerei war. Dies verdeutlicht Repins Porträt von Kardowski.

## Sankt Petersburg oder München?
Mit Sicherheit kann wohl niemand sagen, an welchem Ort Werefkin begann, Jawlenskys Porträt zu entwerfen, um es dann nicht mehr zu vervollständigen. Es gilt als das letzte Bild, das sie 1896 malte, ehe sie in der Provence 1906 in expressionistischer Weise ihre Malerei wieder aufnahm. Für die Zeit ihrer künstlerischen Abstinenz ist nicht einmal eine einzige Skizze nachweisbar.
Das Jahr 1896 begann für Werefkin mit einem Trauerfall, der sie sehr berührte. Ihr Vater Wladimir Werefkin, der Festungskommandant der Peter-und-Paul-Festung in Sankt Petersburg, starb am 13. Januar 1896. Sehr bald danach „trat Werefkin mit Jawlensky eine mehrwöchige Bildungsreise an. Man besuchte gemeinsam Museumsstädte wie Berlin, Dresden, Köln, Antwerpen, London und Paris.“
Im Herbst entschieden sie sich für München als Wahlheimat und bezogen am 27. Oktober 1896 dort eine Doppelwohnung bei dem Hauseigentümer Thalmaier in der Giselastraße 23, im dritten Stock. Es handelte sich um eine nach neuestem Standard ausgestattete Wohnung. Werefkins Bedienstete „Helene Nesnakomoff war zur persönlichen Bedienung der Werefkin mitgekommen.“